# Messages (Apple)
Ne doit pas être confondu avec iMessage.
Pour les articles homonymes, voir Messages (homonymie).
Chronologie des versions
iChat
Messages est une application de type messagerie instantanée développée par Apple pour ses systèmes d'exploitation.
Messages hérite de la plupart des fonctionnalités majeures d'iChat, et ajoute aussi le support d'iMessage, le service de messages pour iOS, ainsi que l'intégration de FaceTime.

## Histoire
L'application Messages était à l'origine une application uniquement pour l'iPhone qui était limitée à l'envoi et à la réception de messages SMS. Plus tard avec iOS 3.0, le support pour les MMS (Multimedia Messaging Service) a été ajouté, et l'app a été renommée Messages. Avec iOS 5, l'app Messages s'est vue ajouter le support d'iMessage et a été portée sur l'iPad et l'iPod touch d'Apple.

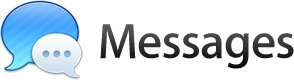
Premier logo de l'app Messages sur Mac.

L'application Messages pour OS X a été annoncée le 16 février 2012 en tant que partie intégrante d'OS X Mountain Lion developer preview. Avec la publication de cette version, Messages remplaça iChat en tant que nouveau client de messagerie instantanée d'OS X. Une version bêta gratuite de Messages a été rendue disponible au téléchargement pour Mac OS X Lion depuis le site web d'Apple jusque fin juin 2012. La version finale de Messages a été incluse avec la version finale de OS X Mountain Lion lors de sa libération en juillet 2012.

### Fonctionnalités
Tout comme son prédécesseur, Messages est une application de messagerie instantanée texte, audio, et dispose de la possibilité de partager l'écran. L'application Messages contient également nativement le support de conversations vidéos, en utilisant l'application d'appels vidéos FaceTime lorsque possible. Cependant, elle conserve des capacités de conversation vidéo pour l'interfaçage avec d'autres clients de messagerie instantanée,.
Messages supporte le protocole propriétaire iMessage d'Apple, un service gratuit de messagerie instantanée précédemment disponible uniquement pour les appareils exécutant iOS 5.
Le service utilise le protocole SMS et MMS (bulles vertes) ainsi que le protocole iMessage (bulles bleues).
Le service dispose de nombreuses fonctionnalités : 
- Epingler jusqu'à 9 conversations.
- Mentionner les membres dans un groupe.
- Réponse aux messages
- Utilisation des Memojis et des Animojis animés.
- L'utilisation de Shareplay[7]
- Collaboration sur des fichiers, notes[8]...

iOS 11, apporte une nouvelle interface utilisateur à l'application.
Depuis iOS 16, il est possible de modifier un message jusqu'à 15 minutes après son envoi et l'annuler jusqu'à 2 minutes après son envoi. (Remarque : pour modifier des messages ou annuler leur envoi, vous devez utiliser iMessage.)
iOS 17 embarque la nouvelle fonctionnalité "Accompagnement" qui permet d'informer ses proches de son arrivée dans un lieu.
iOS 18 ajoute de nouvelles fonctionnalités comme l’intégration de la norme RCS, un nouveau moyen de réagir avec les messages, la possibilité de mettre en forme ses messages (gras, italique…), la possibilité de programmer l’envoi d’un message et la possibilité d’envoyer un message par satellite .

### Service de Messages
- iMessage

### Autres lien
- iChat : logiciel remplacé